# USV Hercules
El USV Hercules o Utrechtse Sportvereniging Hercules (Associació Esportiva d'Utrecht Hèrcules), també conegut com a Hercules Utrecht o simplement Hercules, és un club de futbol amateur d'Utrecht, Països Baixos. El 2014 es va integrar a la Derde Divisie (aleshores encara es coneixia com a Topklasse) després de jugar només un any a la Hoofdklasse.

## Història
El 2017, l'USV Hercules va arribar a posar-se per davant 1-0 contra el FC Groningen a la Copa nacional KNVB, però va perdre el partit per 2-1.
A la temporada 2021-22, l'USV Hercules es va classificar per als playoffs d'ascens, però va perdre 6-3 en total davant el DVS '33 a la primera ronda.
L'Hèrcules es va classificar de nou per als playoffs d'ascens la temporada 2022-23. Després de derrotar l'IJsselmeervogels per 11-0 en el global a la primera ronda, van perdre 3-1 en el global davant el GVVV a la segona ronda.
En els vuitens de final de la Copa KNVB 2023-24, el club va fer història, guanyant per 3-2 contra els gegants holandesos AFC Ajax amb un gol decisiu al minut 93.

## Antics jugadors

### Jugadors de la selecció nacional
Els següents jugadors van ser convocats per representar els seus equips nacionals en el futbol internacional i van ser convocats mentre estaven a l'USV Hercules:
 
| - Curaçao - Shanon Carmelia (2022–present) Netherlands - Wout Buitenweg (1924–1936) - Philip van Dijk (1901–1914) - Jan Gielens (1925–1926) |